# كينيث تي جاكسون
كينيث تي جاكسون (بالإنجليزية: Kenneth T. Jackson)‏ هو مؤرخ أمريكي، ولد في 27 يوليو 1939 في ممفيس في الولايات المتحدة.

## وصلات خارجية
- كينيث تي جاكسون على موقع IMDb (الإنجليزية)